# Trawden
Trawden – wieś w Anglii, w hrabstwie ceremonialnym Lancashire. Leży 10,1 km od miasta Burnley, 49,5 km od miasta Lancaster i 294 km od Londynu. W 2016 miejscowość liczyła 1945 mieszkańców. W 1961 roku civil parish liczyła 1952 mieszkańców.

## Etymologia
Nazwa miejscowości na przestrzeni wieków:
- 1296 w. – Trochdene
- 1305 w. – Troudene
- 1323 w. – Berdeshaw/Wynwell/Wycolure
- 1324 w. – Berdeshagh/Wyculure